# 伊達悠太
伊達 悠太（だて ゆうた、本名：間嶋由太、1987年11月30日 - ）は、日本の演歌歌手。北海道伊達市出身。所属事務所はノーリーズン。所属レコード会社はテイチクエンタテインメント。

## 来歴
小学生の頃から地元・北海道伊達市のスーパー銭湯や老人介護施設で歌い始め、『NHKのど自慢』をきっかけにスカウトされる。
16歳で上京し、スナックやカラオケ喫茶、健康ランドで自ら営業するなどフリーで活動していた。
下積みを経て2012年、「望郷赤とんぼ」でデビューした。
2017年4月「伊達ゆうた」から「伊達悠太」に改名しテイチクエンタテインメントより再デビューする。
2024年、北海道伊達市の観光大使に任命される。

## ディスコグラフィ

### シングル
| # | 発売日          | 曲順 | タイトル                   | 作詞       | 作曲       | 編曲       | オリコン 最高順位 | レーベル                   | 規格品番          |
| - | --------------- | ---- | -------------------------- | ---------- | ---------- | ---------- | ----------------- | -------------------------- | ----------------- |
| 1 | 2012年 9月5日   | 01   | 望郷赤とんぼ               | 万城たかし | 千昌夫     | 南郷達也   | -                 | 徳間ジャパン               | TKCA-90501        |
| 1 | 2012年 9月5日   | 02   | 富岡漁港                   | なべたかし | なべたかし | 南郷達也   | -                 | 徳間ジャパン               | TKCA-90501        |
| 2 | 2015年 4月30日  | 01   | 草津 湯けむり 恋太郎       | -          | -          | -          | -                 | エスプロレコーズ           | SPRO-1088         |
| 2 | 2015年 4月30日  | 02   | 北国の歌が聞こえる         | -          | -          | -          | -                 | エスプロレコーズ           | SPRO-1088         |
| 3 | 2017年 7月19日  | 01   | 聞かせてください           | 円香乃     | 徳久広司   | 矢野立美   | -                 | テイチクエンタテインメント | TECA-13776        |
| 3 | 2017年 7月19日  | 02   | サヨナラ東京               | 円香乃     | 徳久広司   | 矢野立美   | -                 | テイチクエンタテインメント | TECA-13776        |
| 4 | 2018年 8月15日  | 01   | 俺とカモメと日本海         | かず翼     | 徳久広司   | 伊戸のりお | -                 | テイチクエンタテインメント | TECA-13859        |
| 4 | 2018年 8月15日  | 02   | なみだ雪                   | かず翼     | 徳久広司   | 伊戸のりお | -                 | テイチクエンタテインメント | TECA-13859        |
| 5 | 2020年 11月18日 | 01   | さすらい港                 | かず翼     | 大谷明裕   | 伊戸のりお | -                 | テイチクエンタテインメント | TECA-20065        |
| 5 | 2020年 11月18日 | 02   | 母灯り                     | かず翼     | 大谷明裕   | 伊戸のりお | -                 | テイチクエンタテインメント | TECA-20065        |
| 6 | 2022年 6月22日  | 01   | 涙のララバイ               | 朝比奈京仔 | 杉本眞人   | 猪股義周   | 45位              | テイチクエンタテインメント | TECA-22029        |
| 6 | 2022年 6月22日  | 02   | 冬のいたずら               | 朝比奈京仔 | 杉本眞人   | 猪股義周   | 45位              | テイチクエンタテインメント | TECA-22029        |
| 7 | 2023年 8月16日  | 01   | 土砂降りの雨だから         | 朝比奈京仔 | 杉本眞人   | 猪股義周   | 18位              | テイチクエンタテインメント | TECA-23055        |
| 7 | 2023年 8月16日  | 02   | 一目惚れのブルース         | 朝比奈京仔 | 杉本眞人   | 猪股義周   | 18位              | テイチクエンタテインメント | TECA-23055        |
| 8 | 2024年 8月28日  | 01   | サバイバル・レイディー     | 朝比奈京仔 | 杉本眞人   | 猪股義周   | 20位              | テイチクエンタテインメント | TECA-24045 (黒盤) |
| 8 | 2024年 8月28日  | 02   | 愛の歌をバラードと呼ぶなら | 朝比奈京仔 | 杉本眞人   | 猪股義周   | 20位              | テイチクエンタテインメント | TECA-24045 (黒盤) |
| 8 | 2024年 8月28日  | 02   | 純愛(じゅんな)             | 朝比奈京仔 | 杉本眞人   | 猪股義周   | 20位              | テイチクエンタテインメント | TECA-24046 (赤盤) |
| 9 | 2025年 7月9日   | 01   | 逢えなくていいから         | 朝比奈京仔 | 杉本眞人   | 猪股義周   | 15位              | テイチクエンタテインメント | TECA-25021        |
| 9 | 2025年 7月9日   | 02   | 宵闇街道                   | 朝比奈京仔 | 杉本眞人   | 猪股義周   | 15位              | テイチクエンタテインメント | TECA-25021        |

## 出演

### テレビ番組
- 現役歌王JAPAN（2025年7月20日 - 、BS日テレ）